# Turistická značená trasa 6008
Turistická značená trasa 6008 je žlutě vyznačená 9,5 kilometru dlouhá pěší trasa Klubu českých turistů vedená z Prahy-Kobylis do Roztok u Prahy.

## Popis trasy
Trasa začíná v Kobylisích na křižovatce u konečné tramvají a vychází severovýchodně do Ďáblického háje, který projde až ke hvězdárně. Pod hvězdárnou se spojí s cyklotrasou A288 a spolu vedou zástavbou, zabočí na severozápad, a poté polem až do Zdib. Za hlavní silnicí ve Zdibech pokračuje trasa na západ a projde obce Veltěž a Přemyšlení. Za zámkem v Přemyšlení dojde k vilám a za nimi odbočí do přírodního parku Dolní Povltaví, kterým sestoupá až k Vltavě do Klecánek k přívozu na pravém břehu Vltavy. Na levém břehu pokračuje jižně do Roztok k nádraží, kde končí.
| Km  | Místo                      | Navazující a křižující trasy | Nadm. výška |
| --- | -------------------------- | ---------------------------- | ----------- |
| 0   | Kobylisy (tram)            | 1105, 3108                   | 318 m       |
| 0,5 | Ďáblický háj (rozc.)       | 1105, 3108                   | 334 m       |
| 2,5 | Ďáblice pod hvězdárnou     |                              | 315 m       |
| 5,5 | Zdiby (bus)                |                              |             |
| 6   | Veltěž                     |                              |             |
| 6,5 | Přemyšlení                 | 3008                         |             |
| 8,5 | Klecánky přívoz pravý břeh | 0005                         | 178 m       |
| 8,5 | Klecánky přívoz levý břeh  | 3087                         | 178 m       |
| 9,5 | Roztoky (žst)              | 1006, 3087, 6012             |             |

## Zajímavá místa
- Vozovna Kobylisy
- Ďáblický háj
- Ládví - přírodní památka
- Hvězdárna Ďáblice
- Zdiby (zámek)
- Kostel Povýšení svatého Kříže
- zámek v Přemyšlení
- Přívoz Klecánky – Roztoky
- Středočeské muzeum

## Veřejná doprava
Cesta začíná na konečné tramvají v Kobylisích. Vede přes autobusové zastávky Květnová, Zdiby, Zdiby-Veltěž, Škola a Polní. Přívozem mezi Klecánky a Roztoky překoná Vltavu a končí u nádraží v Roztokách.